# Вадул-Туркулуй (комуна)
Вадул-Туркулуй (рум. Vadul-Turkului), рос. Вадул-Туркулуй, пол. Wadyturkuł)) — комуна, адміністративно-територіальна одиниця на лівому березі Дністра, Молдова. У перекладі з румунської означає турецький брід. Складається із двох сіл: Малий Молокиш і Вадатурково.
За даними перепису 2004 року населення комуни становило 1220 мешканців, із них 133 (10,9 %) молдавани (румуни), 663 (54,34 %) українці та 404 (33,11 %) росіяни.
Також тут є церква Різдва Пресвятої Богородиці Російської православної церкви, зображена на золотих і срібних монетах, випущених у серії «Православні храми Придністров'я» Придністровським республіканським банком.

## References
1. ↑  Clasificatorul unităților administrativ-teritoriale al Republicii Moldova (CUATM) (рум.)
2. ↑   http://pop-stat.mashke.org/pmr-ethnic-loc2004.htm. {{cite web}}: Cite має пусті невідомі параметри: |titlu= та |autor= (довідка); Пропущений або порожній |title= (довідка)